# Olympische Sommerspiele 1976/Leichtathletik – 4 × 100 m (Männer)
Der 4-mal-100-Meter-Staffel der Männer bei den Olympischen Spielen 1976 in Montreal wurde am 30. und 31. Juli 1976 im Olympiastadion Montreal ausgetragen. In zwanzig Staffeln nahmen achtzig Athleten teil.
Olympiasieger wurde die Staffel der USA in der Besetzung Harvey Glance, Johnny Jones, Millard Hampton und Steve Riddick.
Silber ging an die DDR (Manfred Kokot, Jörg Pfeifer, Klaus-Dieter Kurrat, Alexander Thieme).
Bronze errang die Sowjetunion mit Alexander Aksinin, Nikolai Kolesnikow, Juris Silovs und Walerij Borsow.
Die Staffel der Bundesrepublik Deutschland schied im Halbfinale aus.

Staffeln aus der Schweiz, Österreich und Liechtenstein nahmen nicht teil.

## Bestehende Rekorde
| Weltrekord         | 38,19 s | USA (Larry Black, Robert Taylor, Gerald Tinker, Eddie Hart) | Finale OS München, BR Deutschland | 10. September 1972 |
| Olympischer Rekord | 38,19 s | USA (Larry Black, Robert Taylor, Gerald Tinker, Eddie Hart) | Finale OS München, BR Deutschland | 10. September 1972 |

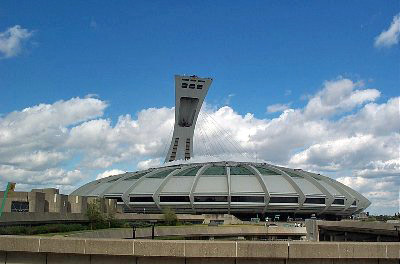
Das Olympiastadion in Montreal

Der bestehende olympische Rekord, gleichzeitig Weltrekord, wurde bei diesen Spielen nicht erreicht. Im schnellsten Rennen, dem Finale, verfehlte die siegreiche US-amerikanische Staffel diesen Rekord um vierzehn Hundertstelsekunden.

## Durchführung des Wettbewerbs
Die Staffeln absolvierten am 30. Juli drei Vorläufe, in denen sich die jeweils fünf besten Mannschaften – hellblau unterlegt – sowie die nachfolgend zeitschnellste Staffel – hellgrün unterlegt – für das Halbfinale am selben Tag qualifizierten. Hieraus erreichten die jeweils vier besten Teams – hellblau unterlegt – das Finale, das am 31. Juli stattfand.

## Zeitplan
30. Juli, 10:45 Uhr: Vorläufe

30. Juli, 15:00 Uhr: Halbfinale

31. Juli, 18:45 Uhr: Finale
Anmerkung:
Alle Zeiten sind in Ortszeit Montreal (UTC−5) angegeben.

## Vorrunde
Datum: 30. Juli 1976, ab 10:45 Uhr

### Vorlauf 1
| Platz | Staffel             | Besetzung                                                               | Zeit    |
| ----- | ------------------- | ----------------------------------------------------------------------- | ------- |
| 1     | USA                 | Harvey Glance Johnny Jones Millard Hampton Steve Riddick                | 38,76 s |
| 2     | Italien             | Vincenzo Guerini Luciano Caravani Luigi Benedetti Pietro Mennea         | 39,35 s |
| 3     | Polen               | Andrzej Świerczyński Marian Woronin Bogdan Grzejszczak Zenon Licznerski | 39,41 s |
| 4     | Bermuda             | Michael Sharpe Dennis Trott Calvin Dill Gregory Simons                  | 39,90 s |
| 5     | Spanien             | José Luis Sánchez Javier Martínez Francisco García López Luis Sarría    | 39,93 s |
| 6     | Elfenbeinküste      | Arsène Kra Konan Georges Kablan Degnan Gaston Kouadio Amadou Meïté      | 40,23 s |
| 7     | Antigua und Barbuda | Calvin Greenaway Paul Richards Everton Cornelius Elroy Turner           | 41,84 s |

### Vorlauf 2
| Platz | Staffel        | Besetzung                                                                         | Zeit    |
| ----- | -------------- | --------------------------------------------------------------------------------- | ------- |
| 1     | DDR            | Manfred Kokot Jörg Pfeifer Klaus-Dieter Kurrat Alexander Thieme                   | 39,42 s |
| 2     | BR Deutschland | Klaus Ehl Klaus-Dieter Bieler Dieter Steinmann Reinhard Borchert                  | 39,63 s |
| 3     | Sowjetunion    | Alexander Aksinin Nikolai Kolesnikow Juris Silovs Walerij Borsow                  | 39,98 s |
| 4     | Senegal        | Christian Dorosario Momar N’Dao Barka Sy Adama Fall                               | 40,40 s |
| 5     | Thailand       | Anat Ratanapol Suchart Jaesuraparp Somsakdi Boontud Sayan Paratanavong            | 40,53 s |
| 6     | Kuwait         | Abdul Aziz Abdul Kareem Abdul Kareem al-Awad Ibrahim al-Rabeeah Abdul Latif Abbas | 41,61 s |
| 7     | Saudi-Arabien  | Mohamed al-Sehly Mohamed Ali al-Malky Salem Khalifa Hamed Ali                     | 42,00 s |

### Vorlauf 3
| Platz | Staffel             | Besetzung                                                                | Zeit    |
| ----- | ------------------- | ------------------------------------------------------------------------ | ------- |
| 1     | Kuba                | Francisco Gómez Alejandro Casañas Hermes Ramírez Silvio Leonard          | 39,54 s |
| 2     | Frankreich          | Jean-Claude Amoureux Joseph Arame Lucien Sainte-Rose Dominique Chauvelot | 39,71 s |
| 3     | Kanada              | Hugh Spooner Marvin Nash Albin Dukowski Hugh Fraser                      | 39,72 s |
| 4     | Trinidad und Tobago | Anthony Husbands Christopher Brathwaite Charles Joseph Francis Adams     | 40,08 s |
| 5     | Bahamas             | Danny Smith Walter Callander Clive Sands Leonard Jervis                  | 40,47 s |
| 6     | Barbados            | Rawle Clarke Hamil Grimes Pearson Jordan Pearson Trotman                 | 41,15 s |

## Halbfinale
Datum: 30. Juli 1976, ab 15:00 Uhr

### Lauf 1
| Platz | Staffel             | Besetzung                                                              | Zeit    |
| ----- | ------------------- | ---------------------------------------------------------------------- | ------- |
| 1     | USA                 | Harvey Glance Johnny Jones Millard Hampton Steve Riddick               | 38,51 s |
| 2     | Kuba                | Francisco Gómez Alejandro Casañas Hermes Ramírez Silvio Leonard        | 39,25 s |
| 3     | DDR                 | Manfred Kokot Jörg Pfeifer Klaus-Dieter Kurrat Alexander Thieme        | 39,43 s |
| 4     | Kanada              | Hugh Spooner Marvin Nash Albin Dukowski Hugh Fraser                    | 39,46 s |
| 5     | Bermuda             | Michael Sharpe Dennis Trott Calvin Dill Gregory Simons                 | 39,78 s |
| 6     | Trinidad und Tobago | Anthony Husbands Christopher Brathwaite Charles Joseph Francis Adams   | 39,88 s |
| 7     | Elfenbeinküste      | Arsène Kra Konan Georges Kablan Degnan Gaston Kouadio Amadou Meïté     | 40,64 s |
| 8     | Thailand            | Anat Ratanapol Suchart Jaesuraparp Somsakdi Boontud Sayan Paratanavong | 40,68 s |

### Lauf 2
| Platz | Staffel        | Besetzung                                                                | Zeit    |
| ----- | -------------- | ------------------------------------------------------------------------ | ------- |
| 1     | Polen          | Andrzej Świerczyński Marian Woronin Bogdan Grzejszczak Zenon Licznerski  | 39,09 s |
| 2     | Frankreich     | Jean-Claude Amoureux Joseph Arame Lucien Sainte-Rose Dominique Chauvelot | 39,33 s |
| 3     | Sowjetunion    | Alexander Aksinin Nikolai Kolesnikow Juris Silovs Walerij Borsow         | 39,36 s |
| 4     | Italien        | Vincenzo Guerini Luciano Caravani Luigi Benedetti Pietro Mennea          | 39,39 s |
| 5     | BR Deutschland | Klaus Ehl Klaus-Dieter Bieler Dieter Steinmann Reinhard Borchert         | 39,58 s |
| 6     | Senegal        | Christian Dorosario Momar N’Dao Barka Sy Adama Fall                      | 40,37 s |
| 7     | Bahamas        | Danny Smith Walter Callander Clive Sands Leonard Jervis                  | 40,53 s |
| DSQ   | Spanien        | José Luis Sánchez Javier Martínez Francisco García López Luis Sarría     |         |

## Finale
| Platz | Staffel     | Besetzung                                                                | Zeit    |
| ----- | ----------- | ------------------------------------------------------------------------ | ------- |
| 1     | USA         | Harvey Glance Johnny Jones Millard Hampton Steve Riddick                 | 38,33 s |
| 2     | DDR         | Manfred Kokot Jörg Pfeifer Klaus-Dieter Kurrat Alexander Thieme          | 38,66 s |
| 3     | Sowjetunion | Alexander Aksinin Nikolai Kolesnikow Juris Silovs Walerij Borsow         | 38,78 s |
| 4     | Polen       | Andrzej Świerczyński Marian Woronin Bogdan Grzejszczak Zenon Licznerski  | 38,83 s |
| 5     | Kuba        | Francisco Gómez Alejandro Casañas Hermes Ramírez Silvio Leonard          | 39,01 s |
| 6     | Italien     | Vincenzo Guerini Luciano Caravani Luigi Benedetti Pietro Mennea          | 39,08 s |
| 7     | Frankreich  | Jean-Claude Amoureux Joseph Arame Lucien Sainte-Rose Dominique Chauvelot | 39,16 s |
| 8     | Kanada      | Hugh Spooner Marvin Nash Albin Dukowski Hugh Fraser                      | 39,46 s |

Datum: 31. Juli 1976, 18:45 Uhr
Dieser Wettbewerb war vom Ausgang her völlig offen. Keine Nation hatte sich in den Sprintdisziplinen mit besonders starken Einzelläufern so hervorgetan, dass es eine klare Favoritenrolle gegeben hätte. Aber auch wenn die US-Amerikaner über 100 Meter diesmal medaillenleer ausgegangen waren, so hatten sie hier immerhin den Olympiavierten aufzuweisen und darüber hinaus über 200 Meter Silber und Bronze gewonnen. Hoch eingeschätzt wurden daneben auch die Staffeln der DDR und der Sowjetunion. In den Vorläufen hatten vor allem die US-Amerikaner überzeugt, die als einziges Team unter der 39-Sekunden-Marke geblieben waren.
Auch im Finale präsentierten sich die US-Läufer mit guten Wechseln ausgesprochen stark. Dem hatten die anderen Mannschaften nichts entgegenzusetzen und so gewann das US-Team dieses Rennen sehr deutlich vor der DDR-Staffel, die mit knapperem Abstand vor der Sowjetunion die Silbermedaille errang. Nicht weit dahinter kamen die Läufer aus Polen auf den vierten Platz. Diese vier Staffeln blieben unter 39 Sekunden. 1968 in Mexiko-Stadt waren es sechs und 1972 in München fünf Teams gewesen, die diese Marke hatten unterbieten können.

## Videolinks
- 1976 Montreal olympic 4x100m final, youtube.com, abgerufen am 11. Oktober 2021
- 1976 Montreal olympic 4x100m final, youtube.com, abgerufen am 15. Dezember 2017
- Borzov (relay 4×100m) - 1976 Olympics Games, Montreal, youtube.com, abgerufen am 15. Dezember 2017